# Timo Tolkki
Timo Tapio Tolkki, född 3 mars 1966 i Nurmijärvi, är en finländsk musiker. Han är mest känd som gitarrist och kompositör i det symfoniska powermetal-bandet Stratovarius, fram till deras splittring 2008 och var även sångare innan Timo Kotipelto blev ny sångare i bandet. Han spelade tidigare i bandet Roadblock tillsammans med en annan gammal Stratovarius-medlem, basisten Jyrki Lentonen.
1994 gav han ut sitt första soloalbum, Classical Variations and Themes, som innehåller klassiska stycken och egna låtar. Det andra, Hymn to Life, kom ut 2002 och visar en klar skillnad från de låtar han hittills skrivit i Stratovarius. Inledningen på skivan är ett primalskrik och avslutningen utgörs av Charlie Chaplins tal från filmen Diktatorn.
Efter skilsmässan från Stratovarius bildade han två band, Revolution Renaissance och Symfonia, som båda har upplösts. 

## Timo Tolkki's Avalon
År 2013 (efter en tid utanför musikvärlden) skapade Timo ett metal/opera-projekt som han döpte till Timo Tolkki's Avalon. Samma år som projektet föddes släpptes debutplattan The Land of New Hope via skivbolaget "Frontiers Records", där bland andra Alex Holzwarth, Jens Johansson, Derek Sherinian, Elize Ryd, Michael Kiske, Russell Allen, Rob Rock, Anneke Van Giersbergen, Sharon den Adel och Tony Kakko har medverkat. 2014 släpptes albumet Angels of the Apocalypse.

## Diskografi

### Stratovarius
- Fright Night (1989)
- Twilight Time (1992)
- Dreamspace (1994)
- Fourth Dimension (1995)
- Episode (1996)
- Visions (1997)
- Destiny (1998)
- Infinite (2000)
- Elements Part 1 (2003)
- Elements Part 2 (2003)
- Stratovarius (2005)

### Revolution Renaissance
- New Era (2008)
- Age of Aquarius (2009)
- Trinity (2010)

### Symfonia
- In Paradisum (2011)

### Timo Tolkki's Avalon
- The Land of New Hope (2013)
- Angels of the Apocalypse (2014)
- Return to Eden (2019)
- The Enigma Birth (2021)

### Soloalbum
- Classical Variations and Themes (1994)
- Hymn to Life (2002)
- Saana Warrior of Light, Pt 1 (Journey to Crystal Island) (2008)
- Renaissance Acoustica (2023)
- Classical Variations and Themes 2: Ultima Thule (2024)